# Regulatory capture
Regulatory capture (deutsch etwa: Vereinnahmung einer Regulierungsbehörde) ist eine Form politischer Korruption, die auftritt, wenn Regulierungsbehörden oder politische Entscheidungsträger zweckentfremdet werden, um den kommerziellen, ideologischen, oder politischen Zielen einer kleinen Interessensgruppe (Lobby) Vorschub zu leisten bzw. diese gegenüber dem Allgemeinwohl zu priorisieren. Regulatory capture stellt eine Form von Staatsversagen dar. Betroffene Behörden werden auch als „vereinnahmte Behörden“ (engl. captured) bezeichnet.

## Theorie
In der Ökonomischen Theorie der Politik passiert Vereinnahmung einer Regulierungsbehörde, weil von Gruppen oder Individuen mit hohem Interesse an einem vorteilhaften Ausgang bestimmter regulierender Entscheidungen und Richtlinien ein größerer Einsatz von Ressourcen und Energien zu erwarten ist, um selbige im eigenen Sinne zu beeinflussen. Die breite Masse, in der jeder Bürger ein wesentlich kleineres individuelles Interesse an dem Ausgang hat, wird diese großteils ignorieren. Die „Vereinnahmung“ besteht im Ausnutzen dieser Unausgeglichenheit durch gezielten Einsatz von Ressourcen zum Zwecke der Beeinflussung des Personals oder der Kommissionsmitglieder einer Regulierungsbehörde, zur Implementierung von Bestimmungen, die der jeweiligen Interessensgruppe dienlich sind.
Die Theorie der Vereinnahmung einer Regulierungsbehörde ist der Hauptfokus eines Bereichs der neuen politischen Ökonomie und wird bezeichnet als die Regulation des Marktes. Häufig zitierte Artikel, die sich mit diesem Feld befassen und den Konzepten der staatlichen regulierenden Intervention im Sinne des Allgemeinwohls kritisch gegenüberstehen umfassen Bernstein (1955), Huntington (1952), Laffont & Tirole (1991) und Levine & Forrence (1990).
Die Theorie der Vereinnahmung einer Regulierungsbehörde wurde mit dem Alfred-Nobel-Gedächtnispreis für Wirtschaftswissenschaften honoriert, den einer ihrer Hauptentwickler, George Stigler, 1982 gewann.
Die Vereinnahmung einer Regulierungsbehörde ist ein Risiko, das in der Natur der Sache liegt. Das legt nahe, eine regulationsbeauftragte Behörde so gut als möglich von äußeren Einflüssen abzuschirmen. Alternativ ist die Daseinsberechtigung von manchen autorisierten Behörden zu hinterfragen, wenn diesen zu hohe Gefahr droht, im Sinne der Interessensvertretungen zu agieren anstatt derer, die sie beauftragt waren, zu beschützen. Eine vereinnahmte Regulierungsbehörde ist oft schlechter als keine, da in sie Autoritäten ausgelagert sind, die normalerweise dem Staat vorbehalten sind. Jedoch kann erhöhte Transparenz einer Behörde einer Vereinnahmung vorbeugen. Jüngste Indizien deuten darauf hin, dass selbst in ausgereiften Demokratien mit hoch ausgeprägter Transparenz und Pressefreiheit, ausgedehnte und komplexe Regulierungsumfelder mit höherer Korruption (u. a. auch Vereinnahmung von Regulierungsbehörden) in Verbindung gebracht werden.

### Verbindung zum Föderalismus
Es gibt ausreichend akademische Literatur, welche nahelegt, dass kleinere Regierungseinheiten einfacher für kleine, konzentrierte Industriezweige zu vereinnahmen sind als große. Zum Beispiel kann es passieren, dass die Gesetzgeber innerhalb einer Gruppe von Staaten oder Provinzen mit großer Holzwirtschaft von den ansässigen Holzverarbeitungsbetrieben vereinnahmt werden. Diese Staaten oder Provinzen werden dann zum Sprachrohr einer Industrie, oft bis zur Unterbindung von nationalen Gesetzgebungen, die eigentlich von der Mehrheit der Bevölkerung bevorzugt werden würden. Moore und Giovinazzo (2012) nennen dieses Phänomen „Verzerrungsdifferenz“.
Auf der anderen Seite ist das gegenteilige Szenario bei größeren Industrien möglich. Sehr große und einflussreiche Branchen (z. B. Energie, der Banksektor etc.) können nationale Regierungen vereinnahmen und dann ihre Macht ausnützen um Gesetzgebungen von Staaten und Provinzen zu blockieren, welche im Sinne der Wähler wären.

### Wirtschaftliche Begründungen
Die Idee der Vereinnahmung einer Regulierungsbehörde hat klare wirtschaftliche Beweggründe im Sinne, dass von Regulierungen betroffene Interessensgruppen am meisten finanziell beeinflusst werden und somit eher dazu geneigt sind, auf diese Kontrollorgane einzuwirken als einzelne Konsumenten, von denen jeder nur kleine unterschiedliche Anreize hätte, Aufsichtsbehörden zu beeinflussen. Wenn Aufsichtsbehörden dann Expertengruppen bilden, um Regelungen zu begutachten, werden diese überproportional mit gegenwärtigen oder früheren Vertretern der Industrie, oder zumindest Individuen mit Kontakten in selbige, besetzt.
Manche Wirtschafter, wie Jon Hanson und seine Co-Autoren, argumentieren, dass das Phänomen weit über politische Behörden und Organisationen hinausgeht. Firmen sind immer dazu bewogen, alle Machtapparate im eigenen Umfeld zu kontrollieren, inklusive Medienunternehmen, die akademische Welt und Pop-Kultur, dementsprechend werden sie versuchen so viele wie möglich an sich zu reißen. Dieses Phänomen wird von Hanson als „Deep Capture“ (= „ganzheitlich orientierte Vereinnahmung“) bezeichnet.

## Beispiele

### Internationale Beispiele

#### Welthandelsorganisation
Der Akademiker Thomas Alured Faunce hat erörtert, dass die Welthandelsorganisation mit „Non Violation Nullification of Benefit“ (NVNOB)-Claims – das Recht, bei einem ausgebliebenen Handelsvorteil durch lokale Einwirkung eines Staates dieses vor der WTO einzuklagen –, speziell bei Einsatz in bilateralen Handelsvereinbarungen, intensives Lobbying der Industrie fördert, was zu erfolgreicher Vereinnahmung großer Bereiche der Behörden führen kann.